# Phytomyza abdita
Phytomyza abdita är en tvåvingeart som beskrevs av Erich Martin Hering 1927. Phytomyza abdita ingår i släktet Phytomyza och familjen minerarflugor.
Artens utbredningsområde är Schweiz. Inga underarter finns listade i Catalogue of Life.